# Claudio Bardini
Claudio Bardini (Udine, 25 dicembre 1958) è un allenatore di pallacanestro italiano.
Ha avuto una breve carriera nella massima serie, con Mestre, Udine e Desio. Attualmente è docente di scienze motorie all'Università di Udine ed al liceo classico Jacopo Stellini.

## Carriera
Ad appena ventiquattro anni è stato scelto da Mestre per sostituire Moncho Monsalve e salvare la squadra dalla retrocessione in Serie A2. Non vi riuscì, ma rimase sulla panchina veneta per altri due anni, ottenendo un 11º e un 13º posto nella serie cadetta. Nel 1985-86 tornò nella sua città natale, dove condusse la società friulana alla promozione in Serie A1. Nel 1986-87 venne però esonerato in favore di Lajos Tóth, dopo aver conquistato appena due punti in undici giornate.
Scese poi in Irpinia dove allenò la Scandone Avellino, con la quale prima conquistò la salvezza e poi nel 1989 la promozione in Serie B1. Ritornò nella massima serie nel 1989-90 con l'Irge Desio: anche questa volta venne esonerato, in favore di Stefano Bizzozi, dopo dodici sconfitte consecutive. Nel 1999-2000 fallisce la promozione in Serie A2 con Gorizia; la stagione successiva viene esonerato per Andrea Beretta.
Alla fine del 2025, dopo anni di onorata carriera, è andato in pensione lasciando il liceo Stellini. Amato dai suoi allievi, ha lasciato a tutti un bellissimo ricordo, anche con il progetto delle pause di salute.